# Johana Burgundská (1344–1360)

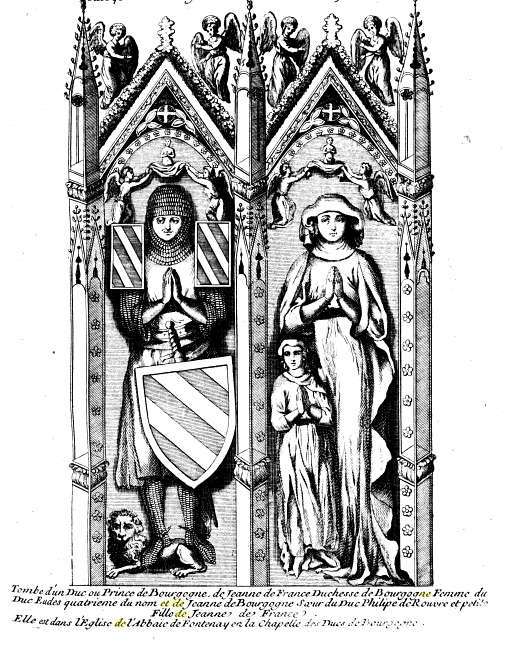
Společný náhrobek neidentifikovaného burgundského hraběte, Johany a její babičky v klášteře Fontenay

Jana Burgundská (francouzsky Jeanne de Bourgogne, 1344 – 11. září 1360) byla dcerou Filipa, syna burgundského hraběte Oda IV. a Jany, dědičky hrabství Auvergne a Boulogne.
V červnu 1347 byla zasnoubena se savojským hrabětem Amadeem, svým vrstevníkem. Ke sňatku nakonec z politických důvodů nedošlo, Jana odešla ze savojského dvora do kláštera v Poissy a v září 1360 zemřela. Byla pohřbena v cisterciáckém klášteře Fontenay po boku své babičky Johany Burgundské.